# Kota Baru (Geragai)
Kota Baru is een bestuurslaag in het regentschap Tanjung Jabung Timur van de provincie Jambi, Indonesië. Kota Baru telt 1760 inwoners (volkstelling 2010).